# 鍾鼎臣
鍾鼎臣（？—1645年），字彝公，廣東廣州府新會縣 人，明朝政治人物。

## 生平
年十三，补诸生，大宗伯王弘诲甚器重之，礼为馆生，鼎臣谢不往。以高才食饩二十余年，执经问业者多高官显仕。鼎臣始领崇禎六年（1633年）癸酉乡荐第二十一名，明年成进士，都人士咸惜其晩遇云。鼎臣为人性倜傥，不喜修饰边幅，释褐授宁国府推官，寻改河南府，尝分考崇禎九年山东丙子乡试，所得士皆名宿。由刑部郎出知真定府，未赴。
弘光元年（1645年）五月，改知嘉兴府，不久南京陷落，清军入浙江，以城降。后与大學士钱士升、给事中馬嘉植、翰林检讨屠象美等舉兵反清，兵败自缢殉节死。清乾隆年间賜謚節愍。

## 家族
曾祖钟英，祖钟华，父钟昌运。

## 引用
1. ↑  《崇祯七年甲戌科进士三代履历便览》：锺鼎臣，曾祖英，祖华，父昌运。彝公，春秋房，癸卯十一月二十六日生，广州府新会县人，癸酉乡试，会二百八十三名，三甲一百七十三名，户部观政，乙亥授宁囯府推官，丁丑考察，四月降补河南按察司蕳较，戊寅升河南府推官，庚辰升刑部山西司主事，北直恤刑，本年升廣東司员外，辛巳升真定知府，壬午卒。
2. ↑  《清朝野史大观》：順治二年乙酉六月初九日，大清兵抵嘉興時，馬士英在杭，命都督陳洪範与大清議和，過嘉興，舟旗書「奉使清朝」。兵巡道吴克孝投水，左右救遁。同知朱議濱、推官孫昌祖、知縣某等弃職遁，知府鍾鼎臣以城降，居民争粘「順民」字于門。貝勒王扎營演武場，先遣數騎進城，揭安民榜。更委投降总兵陳梧至郡鎮守。閏六月初五日，下令剃头，百姓哄至陳梧署，梧云：「剃头小事，但剃後，汝等妻子俱不保。」民遂沸然。時有外邑鄉紳屠象美，与梧歃盟共事。初七日，聚軍民于大察院，象美袖出偽詔，開府道署，示諭城内外二十四坊居民，每家出兵一人；民有遷避不出者，衆兵抄搶其資，書逃民于其房入官。數日間，聚衆三萬余，無将領隊伍，亦無軍令约束。衆擁委署知縣胡之臣至梧署，亂兵攢刺，磔尸球場。貝勒在杭发披甲三千，廿五日晚抵嘉興。廿六日天未明，梧開東門，率親兵与朱大定逃走平湖，城門随閉。時城中逃出者十二三，未及出者十七八。有削髪为僧，避于佛寺者，有自系狱诡稱罪囚者，僅二百余人；其余盡行杀戮，血满沟渠，尸積里巷，煙焰漲天，結成赤雲，障蔽日月，數日不散。郡守鍾鼎臣自缢。
3. ↑  《廣東通志》
4. ↑  《嘉兴府志》：钟鼎臣，广东新会人，进士，崇祯十七年知嘉兴府，乙酉城破，自缢于后堂。国朝乾隆间赐谥节愍。